# Примера, Али
Али Рафаэль Примера Росель (исп. Alí Rafael Primera Rosell, более известен как Али Примера (исп. Alí Primera), 31 октября 1942 — 15 февраля 1985) — венесуэльский певец и композитор-коммунист арабского происхождения.

## Биография
Первые же его песни «Humaninad» «No basta rezar» были представлены на фестивале песен протеста в Андском университете. В 1968 году вступил в коммунистическую партию Венесуэлы. С 1969 по 1973 год Али жил в Европе, продолжая учиться и петь. В 1969 записал первый диск «Gente de mi tierra» («Люди моей земли»), ставший очень популярным в Венесуэле. В нём были песни о бедности и страданиях народа, о социальном неравенстве.
Некоторое время прожил в Швеции, где у него родились двое детей: Мария Фернанда и Мария Анхела. В 1973 году вернулся в Венесуэлу, через четыре года познакомился с Sol Musset, и родились ещё пятеро детей.
В 1973 году Али в рядах компартии Венесуэлы принял участие в выборной кампании кандидата-социалиста, его известность как композитора очень возросла, он стал участвовать во многих фестивалях по всей Латинской Америке.
В Венесуэле его песни стали народными, правительство также высоко чтит и пропагандирует его творчество.